# Aileen McLeod
Aileen McLeod (East Kilbride, 24 agosto 1971) è una politica britannica.
Nel 2011, è stata eletta deputata per il Partito Nazionale Scozzese e nel 2019 europarlamentare nella IX legislatura fino al gennaio 2020.

## Biografia
Nel 1989, si è diplomata alla Claremont High School nella sua città natale, e nel 1993 ha svolto studi tedeschi ed europei all'Università di Edimburgo. Nel 2004 s è laureata con un dottorato presso l'Università del Lancashire Centrale. Ha lavorato presso il centro informazioni europeo di Glasgow, poi presso il centro informazioni del Parlamento scozzese. Si è unita al Partito Nazionale Scozzese. Negli anni 2004-2009 è stata collega del deputato europeo Alyn Smith, poi fino al 2011 assistente del deputato Michael Russell.
Nel 2011 è stata eletta deputata al Parlamento scozzese. Nel novembre 2014, è entrata a far parte del governo di Nicola Sturgeon come Ministro dell'ambiente e dei cambiamenti climatici. Ha ricoperto questo incarico fino a maggio 2016, all'inizio dello stesso mese non ha ottenuto la rielezione parlamentare.
Nel 2019 è stata eletta al Parlamento europeo per la IX legislatura. Nel settembre 2019 la McLeod è stata membro della delegazione del Parlamento europeo al vertice delle Nazioni Unite sull'azione per il clima. È stata deputata europea fino al 31 gennaio 2020, quando il processo della Brexit è stato completato.